# Mykoviren
Als Mykoviren (altgriechisch μύκης mykes: Pilz) bezeichnet man jene Viren, die verschiedene Pilze und Hefen zum Wirt haben. In der nicht-taxonomischen Gruppe der Mykoviren finden sich Virusarten aus bislang neun sehr verschiedenen Virusfamilien (Barnaviridae, Chrysoviridae, Hypoviridae, Metaviridae, Narnaviridae, Partitiviridae, Pseudoviridae, Reoviridae und Totiviridae) und der nicht klassifizierten Gattung Rhizidiovirus (mit Spezies Rhizidiomyces virus).
Die in Sporen und Hyphen nachweisbaren Mykoviren verursachen überwiegend keine Erkrankung bei Pilzen (Hypovirulenz) und verbreiten sich fast ausschließlich durch Zellteilung der Wirtszelle (vertikale Übertragung) oder Zellfusion. Ein außerhalb der Zelle stattfindender Infektionszyklus fehlt bei den meisten Mykoviren, auch existieren zum Teil keine extrazellulären Virionen. Man findet im Zytoplasma der Pilzzelle lediglich virusähnliche Partikel (Virus-like particles, VLPs) als Zeichen einer Infektion. Aufgrund dieser Eigenschaften der Hypovirulenz und dem Fehlen von Viruspartikeln außerhalb der Zelle werden die Mykoviren auch als Kryptoviren (gr. κρύπτος: verborgen) bezeichnet.

## Entdeckung
Die ersten Hinweise über eine wirtschaftliche Auswirkung von Mykoviren stammen aus den späten 1940er Jahren über Schäden an kultivierten Zuchtchampignons (Agaricus bisporus), damals La France-Krankheit genannt. Die Arbeit von M. Hollings (1962) darüber wird als Beginn der Mykovirologie angesehen. Weitere Hinweise auf Viren in Zuchtchampignons, die von einer schweren Wachstumsstörung betroffen waren, fanden sich 1968. In den Hyphen dieser Champignons konnten VLPs identifiziert werden. 1970 fanden sich in Hyphen der Gießkannenschimmelpilzart Aspergillus foetidus ebenfalls VLPs und eine virale, doppelsträngige RNA. Da diese ersten Entdeckungen von viralen Infektionen bei Pilzen auf Untersuchungen bei Erkrankungen von Pilzen beruhten, wurde die überwiegende Mehrzahl der apathogenen Mykoviren erst in den 1980er und 90er Jahren durch Nukleinsäure-Hybridisierung und PCR-Untersuchungen entdeckt und charakterisiert.

## Vorkommen
Mykoviren sind weltweit in Pilzspezies verschiedener taxonomischer Gruppen vertreten, darunter Schlauchpilze (Ascomycetes), Ständerpilze (Basidiomycetes) und  die nicht zu den Pilzen zählenden Eipilze (Peronosporomycetes). In verschiedenen Hefearten, die wie die Bierhefe auch ökonomische Bedeutung besitzen, sind Mykoviren für die Synthese sogenannter „Killertoxine“ verantwortlich. Dies sind von der virusinfizierten Hefezelle produzierte Glykoproteine, die auf nicht-infizierte Hefezellen anderer Stämme (jedoch der gleichen Art) durch Schädigung der Zellmembran oder des DNA-Syntheseapparates toxisch wirken (Killerhefen).